# Iduronska kiselina
L-Iduronska kiselina (IdoA) je glavna komponenta uronske kiseline u glikozaminoglikanima (GAG) dermatan sulfatu, i heparinu. Ona je takođe prisutna u heparan sulfatu, mada u manjim količinama relativno na njen ugljenik-5 epimer glukuronsku kiselinu. 
IdoA je heksapiranozni šećer. Većina heksapiranoza su stabilne u jednoj od dve konformacije stolice 14 ili 41. L-iduronat se razlikuje i ima više konformacija, sa ekvilibrijumom između tri konformera niske energije. To su 14 i 41 forme stolice i dodatna 20 konformacija kade.
IdoA može biti modifikovana dodatkom O-sulfatne grupe na ugljenik u poziciji 2 čime se formira 2-O-sulfo-L-iduronska kiselina (IdoA2S).
LK Halak je 2000 opisao značaj ovog šećera za respiratornu sincitialnu virusnu infekciju. Dermatan sulfat i heparan sulfat su jedini glikozaminoglikani koji sadrže IdoA, i jedino oni inhibiraju RSV infekciju u ćelijskoj kulturi.
Unutar oligosaharida, 14 i 20 konformacije (prikazane ispod za IdoA2S) su predominatne.
Protonska NMR spektroskopija se može koristiti za praćenje promena balansa ovog ekvilibrijuma.
- 14 konformacija
- 20 konformatija

## Literatura
1. ↑  Joanne Wixon; Douglas Kell (2000). „Website Review: The Kyoto Encyclopedia of Genes and Genomes — KEGG”. Yeast. 17 (1): 48—55. doi:10.1002/(SICI)1097-0061(200004)17:1<48::AID-YEA2>3.0.CO;2-H.
2. ↑   уреди
3. ↑  Evan E. Bolton; Yanli Wang; Paul A. Thiessen; Stephen H. Bryant (2008). „Chapter 12 PubChem: Integrated Platform of Small Molecules and Biological Activities”. Annual Reports in Computational Chemistry. 4: 217—241. doi:10.1016/S1574-1400(08)00012-1.
4. ↑  Hallak LK, Collins PL, Knudson W, Peeples ME (2000). „Iduronic acid-containing glycosaminoglycans on target cells are required for efficient respiratory syncytial virus infection”. Virology. 271: 264—75.
5. ↑  Ferro, D. R. Provasoli, A. (1990). „Conformer populations of L-iduronic acid residues in glycosaminoglycan sequences”. Carbohydr. Res. 195 (2): 157—167. PMID 2331699. doi:10.1016/0008-6215(90)84164-P.